# Femårsberättelser för Stockholms stad
Femårsberättelser för Stockholms stad, egentligen Öfverståthållareembetets underdåniga berättelse för Stockholms stad, är den allmänna benämningen på de femårsberättelse över länets, eller detta fall Stockholms stads, ekonomiska tillstånd, som landshövdingen, eller i detta fall överståthållaren, efter utgången av varje femårsperiod sände in till regeringen och därefter trycktes av Statistiska centralbyrån (Bidrag till Sveriges officiella statistik. Litt. H.) 

## Förteckning
Alla berättelserna har digitaliserats av Statistiska Centralbyrån och finns tillgängliga i fulltext.

### Den äldre serien
- Berättelsen från Stockholms stad utkom inte för femårsperioden 1817–1821.
- Kongl. maj:ts öfverståthållare i Stockholms stad till kongl. maj:t år 1828 afgifne fem-års-berättelse. Stockholm: Norstedt. 1829. Libris 2418772. http://share.scb.se/ov9993/data/historisk%20statistik/Officiell%20statistik%201811-1860%2FFem%C3%A5rsber%C3%A4ttelser%201817-1855%2FFem%C3%A5rsber%C3%A4ttelser%20Stockholms%20l%C3%A4n%201817-1855%2FBefallningshavandes-femarsberattelse-1823-1827-i-03-Stockholms-lan.pdf
- Kongl. maj:ts öfverståthållare i Stockholms stad till kongl. maj:ts underdånighet afgifne fem-års-berättelse : 1828-1832. Stockholm. 1834. Libris 8421232. http://share.scb.se/ov9993/data/historisk%20statistik/Officiell%20statistik%201811-1860%2FFem%C3%A5rsber%C3%A4ttelser%201817-1855%2FFem%C3%A5rsber%C3%A4ttelser%20Stockholms%20l%C3%A4n%201817-1855%2FBefallningshavandes-femarsberattelse-1828-1832-i-03-Stockholms-lan.pdf
- Kongl. maj:ts öfverståthållares uti Stockholms stad till kongl. maj:t i underdånighet afgifne femårs-berättelse, för åren 1833, 1834, 1835, 1836 och 1837. Stockholm: Walldén. 1840. Libris 9571657. http://share.scb.se/ov9993/data/historisk%20statistik/Officiell%20statistik%201811-1860%2FFem%C3%A5rsber%C3%A4ttelser%201817-1855%2FFem%C3%A5rsber%C3%A4ttelser%20Stockholms%20l%C3%A4n%201817-1855%2FBefallningshavandes-femarsberattelse-1833-1837-i-03-Stockholms-lan.pdf
- Öfver-ståthållare-embetets i Stockholms stad till Kongl. Maj:t i underdånighet afgifne femårs-berättelse för åren 1838, 1839, 1840, 1841 och 1842. Stockholm. 1845. Libris 2715933. http://share.scb.se/ov9993/data/historisk%20statistik/Officiell%20statistik%201811-1860%2FFem%C3%A5rsber%C3%A4ttelser%201817-1855%2FFem%C3%A5rsber%C3%A4ttelser%20Stockholms%20l%C3%A4n%201817-1855%2FBefallningshavandes-femarsberattelse-1838-1842-i-03-Stockholms-lan.pdf
- Öfver-ståthållare-embetets uti Stockholms stad till Kongl. Maj:t i underdånighet afgifne femårs-berättelse för åren 1843, 1844, 1845, 1846 och 1847. Stockholm: Norstedt. 1851. Libris 9571881. http://share.scb.se/ov9993/data/historisk%20statistik/Officiell%20statistik%201811-1860%2FFem%C3%A5rsber%C3%A4ttelser%201817-1855%2FFem%C3%A5rsber%C3%A4ttelser%20Stockholms%20l%C3%A4n%201817-1855%2FBefallningshavandes-femarsberattelse-1843-1847-i-03-Stockholms-lan.pdf
- Öfver-ståthållare-embetets uti Stockholms stad till Kongl. Maj:t i underdånighet afgifne embets-berättelse för åren 1848, 1849 och 1850. Stockholm: Norstedt. 1853. Libris 9571661. http://share.scb.se/ov9993/data/historisk%20statistik/Officiell%20statistik%201811-1860%2FFem%C3%A5rsber%C3%A4ttelser%201817-1855%2FFem%C3%A5rsber%C3%A4ttelser%20Stockholms%20l%C3%A4n%201817-1855%2FBefallningshavandes-ambetsberattelse-1848-1850-i-03-Stockholms-lan.pdf
- Öfverståthållare-embetets uti Stockholms stad till Kongl. Maj:t i underdånighet afgifna femårs-berättelse för åren 1851, 1852, 1853, 1854 och 1855. Stockholm: Norstedt. 1857. Libris 9571660. http://share.scb.se/ov9993/data/historisk%20statistik/Officiell%20statistik%201811-1860%2FFem%C3%A5rsber%C3%A4ttelser%201817-1855%2FFem%C3%A5rsber%C3%A4ttelser%20Stockholms%20l%C3%A4n%201817-1855%2FBefallningshavandes-femarsberattelse-1851-1855-i-03-Stockholms-lan.pdf

### Den yngre serien
- Öfver-Ståthållare-embetets underdåniga berättelse för Stockholms stad. Bidrag till Sveriges officiela statistik. H, Kongl. Maj:ts befallningshafvandes femårsberättelser, åren ... Öfver-Ståthållare-embetets underdåniga berättelse för Stockholms stad. Stockholm. 1862-1909
  -  1856-1860. 1862. Libris 12040153. http://share.scb.se/ov9993/data/historisk%20statistik/BISOS%201851-1917%2FBISOS%20H%20Fem%C3%A5rsber%C3%A4ttelser%2FFem%C3%A5rsber%C3%A4ttelser%20Stockholms%20stad%201856-1905%20(BISOS%20H)%2FBefallningshavandes-femarsberattelser-H-Stockholms-stad-1856-1860.pdf
  -  1861-1865. 1867. Libris 12044249. http://share.scb.se/ov9993/data/historisk%20statistik/BISOS%201851-1917%2FBISOS%20H%20Fem%C3%A5rsber%C3%A4ttelser%2FFem%C3%A5rsber%C3%A4ttelser%20Stockholms%20stad%201856-1905%20(BISOS%20H)%2FBefallningshavandes-femarsberattelser-H-Stockholms-stad-1861-1865.pdf
  -  1866-1870. 1872. Libris 12052176. http://share.scb.se/ov9993/data/historisk%20statistik/BISOS%201851-1917%2FBISOS%20H%20Fem%C3%A5rsber%C3%A4ttelser%2FFem%C3%A5rsber%C3%A4ttelser%20Stockholms%20stad%201856-1905%20(BISOS%20H)%2FBefallningshavandes-femarsberattelser-H-Stockholms-stad-1866-1870.pdf
  -  1871-1875. 1877. Libris 12053254. http://share.scb.se/ov9993/data/historisk%20statistik/BISOS%201851-1917%2FBISOS%20H%20Fem%C3%A5rsber%C3%A4ttelser%2FFem%C3%A5rsber%C3%A4ttelser%20Stockholms%20stad%201856-1905%20(BISOS%20H)%2FBefallningshavandes-femarsberattelser-H-Stockholms-stad-1871-1875.pdf
  -  1876-1880. 1883. Libris 12053991. http://share.scb.se/ov9993/data/historisk%20statistik/BISOS%201851-1917%2FBISOS%20H%20Fem%C3%A5rsber%C3%A4ttelser%2FFem%C3%A5rsber%C3%A4ttelser%20Stockholms%20stad%201856-1905%20(BISOS%20H)%2FBefallningshavandes-femarsberattelser-H-Stockholms-stad-1876-1880.pdf
  -  1881-1885. 1887. Libris 12062172. http://share.scb.se/ov9993/data/historisk%20statistik/BISOS%201851-1917%2FBISOS%20H%20Fem%C3%A5rsber%C3%A4ttelser%2FFem%C3%A5rsber%C3%A4ttelser%20Stockholms%20stad%201856-1905%20(BISOS%20H)%2FBefallningshavandes-femarsberattelser-H-Stockholms-stad-1881-1885.pdf
  -  1886-1890. 1893. Libris 12065482. http://share.scb.se/ov9993/data/historisk%20statistik/BISOS%201851-1917%2FBISOS%20H%20Fem%C3%A5rsber%C3%A4ttelser%2FFem%C3%A5rsber%C3%A4ttelser%20Stockholms%20stad%201856-1905%20(BISOS%20H)%2FBefallningshavandes-femarsberattelser-H-Stockholms-stad-1886-1890.pdf
  -  1891-1895. 1898. Libris 12066234. http://share.scb.se/ov9993/data/historisk%20statistik/BISOS%201851-1917%2FBISOS%20H%20Fem%C3%A5rsber%C3%A4ttelser%2FFem%C3%A5rsber%C3%A4ttelser%20Stockholms%20stad%201856-1905%20(BISOS%20H)%2FBefallningshavandes-femarsberattelser-H-Stockholms-stad-1891-1895.pdf
  -  1896-1900. 1903. Libris 12066563. http://share.scb.se/ov9993/data/historisk%20statistik/BISOS%201851-1917%2FBISOS%20H%20Fem%C3%A5rsber%C3%A4ttelser%2FFem%C3%A5rsber%C3%A4ttelser%20Stockholms%20stad%201856-1905%20(BISOS%20H)%2FBefallningshavandes-femarsberattelser-H-Stockholms-stad-1896-1900.pdf
  -  1901-1905. 1909. Libris 12070180. http://share.scb.se/ov9993/data/historisk%20statistik/BISOS%201851-1917%2FBISOS%20H%20Fem%C3%A5rsber%C3%A4ttelser%2FFem%C3%A5rsber%C3%A4ttelser%20Stockholms%20stad%201856-1905%20(BISOS%20H)%2FBefallningshavandes-femarsberattelser-H-Stockholms-stad-1901-1905.pdf